# Diritto del lavoro in Italia
Il diritto del lavoro in Italia è quella branca del diritto italiano che tratta della disciplina degli aspetti e dei problemi attinenti alla disciplina del lavoro, del rapporto di lavoro e di tutte le tematiche ad esso collegate.

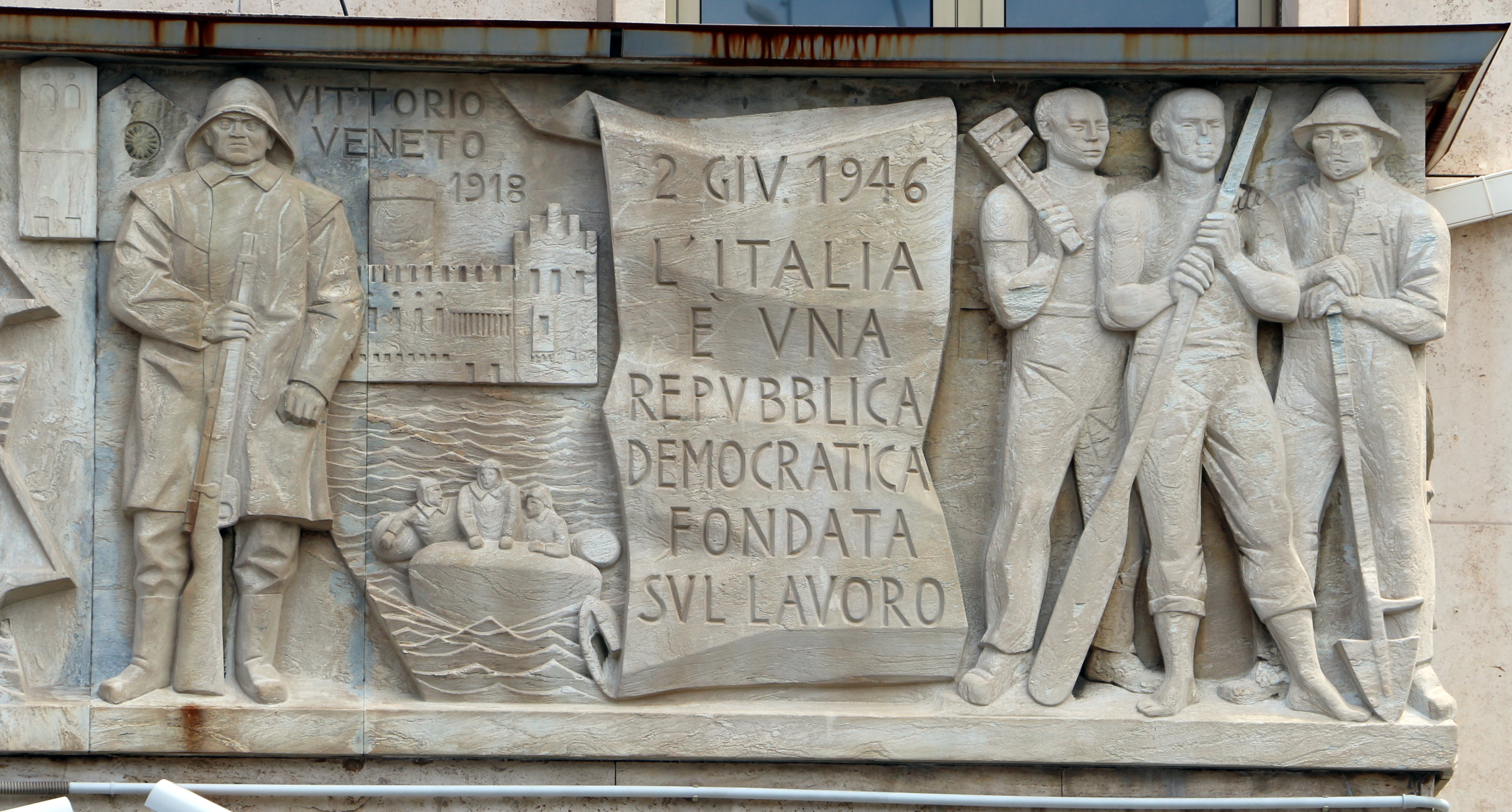
Estratto della Costituzione della Repubblica Italiana sul Palazzo del Governo (Livorno)

## Storia
La disciplina principale è il codice civile italiano e da ulteriori norme successivamente enanate, come la legge 20 maggio 1970, n. 300. A partire dagli anni 1990 si è avuta una progressiva introduzione di nuove figure e contratti di lavoro, soprattutto dopo l'emanazione del pacchetto Treu nel 1997. Riguardo alla disciplina del rapporto di lavoro nella pubblica amministrazione italiana si ebbe una generale innovazione a seguito della privatizzazione del diritto del lavoro pubblico in Italia, di cui al d.lgs. 3 febbraio 1993, n. 29, e successive norme, poi confluite nel d.lgs. 30 marzo 2001, n. 165.
La normativa venne ampliata durante il governo Berlusconi II, con la liberalizzazione del mercato del lavoro con la legge 14 febbraio 2003, n. 30, in attuazione della quale venne emanato il d.lgs. 10 settembre 2003, n. 276 che modificò in maniera incisiva il diritto del lavoro italiano. Con tale normativa si procedette ad una decisa trasformazione delle tipologie contrattuali in ambito lavorativo, sia estendendo la portata di alcune già esistenti (è il caso ad es. del cosiddetto lavoro interinale, ora denominato somministrazione di lavoro) sia con la creazione di nuove forme contrattuali (come il lavoro a chiamata e lavoro ripartito). Tra il 2014 ed il 2015 il governo Renzi emanò una serie di norme - raggruppate in un pacchetto detto Jobs Act - che attuò un riordino dei contratti di lavoro e modificò lo statuto dei lavoratori. Il Jobs Act ha contribuito alla maggiore flessibilità lavorativa dei rapporti, soprattutto in materia di licenziamenti e controlli telematici.

## Le fonti
La competenza legislativa in tema di regolamentazione del mercato del lavoro è condivisa tra Stato e Regioni (con lo Stato che definisce i dettami nazionali attraverso leggi quadro e le Regioni che legiferano per le questioni di dettaglio.

### Costituzione della Repubblica Italiana
Il lavoro è uno dei principi fondamentali fissati dalla Costituzione della Repubblica Italiana, secondo l'art. 1 valore fondante della Repubblica stessa nonché criterio ispiratore dell'emancipazione sociale, oltre che oggetto di forte tutela.
L'art.35 «tutela il lavoro in tutte le sue forme ed applicazioni», mentre l'art. 36 afferma il diritto ad una giusta retribuzione e il successivo art. 37 afferma che le donne lavoratrici abbiano gli stessi diritti e godano della stessa retribuzione dei colleghi di sesso maschile, a parità di lavoro.

### Legge e atti aventi pari forza
Se alla fine del XIX secolo il legislatore intervenne solo per principi generali come lo sfruttamento dei minori o delle donne, col passare del tempo gli interventi divennero sempre più frequenti e sempre più complessi. Così il codice civile del 1942 arrivò a dare immediatamente definizione del lavoro subordinato (art. 2094), principi generali del contratto di lavoro (art. 2060) e soprattutto una disciplina organica (oggi in gran parte aggiornata) per la tutela del lavoratore subordinato.
Dopo l'entrata in vigore della Costituzione, ci fu un'evoluzione della materia divisibile in tre periodi: un primo periodo di conservazione del modello di intervento tradizionale, con l'allargamento delle tutele già esistenti (legge 14 luglio 1959, n. 741; legge 23 ottobre 1960, n. 1369; legge 18 aprile 1962, n. 230). Un secondo periodo con la legge 20 maggio 1970, n. 300 con un provvedimento legislativo di sostegno alle organizzazioni sindacali, con l'introduzione del procedimento di repressione dell'azione antisindacale. E, infine, un terzo ed ultimo periodo d'inversione di tendenza e di contemperamento della tutela del lavoratore a favore delle esigenze di efficienza e produttività delle imprese e per la liberalizzazione del mercato del lavoro.
Come fonte principale la legge ordinaria, e gli atti con forza di legge, sono gli strumenti principali col quale lo Stato cerca di equilibrare i delicati equilibri delle parti coinvolte nei rapporti di lavoro.

### La contrattazione collettiva
Il principio della contrattazione collettiva è sancito dall'art. 39 della Costituzione della Repubblica Italiana; in merito accese in dottrina un dibattito circa l'individuazione del fondamento dell'efficacia dei contratti collettivi di lavoro. Infatti, con l'abrogazione delle norme del sistema corporativo, il contratto collettivo non si poteva più considerare come un istituto pubblicistico (si veda l'art. 2077 c.c.). Occorre pertanto rintracciare tale fondamento nell'autonomia privata (art. 1322 c.c.), e in tal caso risulta che l'autonomia collettiva sia, assieme all'autonomia individuale, una species del genere "autonomia privata". Secondo Renato Scognamiglio, il contratto collettivo produce dunque effetti vincolanti (art. 2113 c.c.) nei confronti degli iscritti all'associazione sindacale (datoriale o dei lavoratori) contraente a causa della sua natura e forza di atto di autonomia privata, destinato ad operare nell'ambito degli interessi collettivi gestiti dalle parti sociali e sottratti al potere di regolamentazione dei singoli.
La funzione primaria del contratto collettivo è quella di integrare e, se possibile, migliorare le tutele offerte al lavoratore dalla legge, adattandole ai vari tipi di contesti (professionale, merceologico, geografico). La stessa legge spesso rimanda al contratto collettivo, fissando solo determinati principi e lasciando a quest'ultimo la peculiare disciplina. Gli attuali contratti collettivi (cd di diritto comune) non hanno efficacia generale obbligatoria in quanto contratti di diritto privato stipulati tra soggetti privati (le organizzazioni dei datori e dei lavoratori). Essi trovano applicazione soltanto per i soggetti (datore di lavoro e lavoratore) che siano membri di dette associazioni sindacali o che vi abbiano fatto espresso rinvio nel contratto individuale di lavoro.

### Usi, equità e autonomia individuale
La disciplina del rapporto di lavoro può essere affidata agli usi normativi, nel caso in cui non ci siano disposizioni di legge o contratti collettivi relativi (art. 2078 c.c., è da considerarsi abrogato l'art. 8 secondo comma delle disp. prel. al c.c.). Gli usi possono prevalere anche in caso di disposizione di legge se prevedono una tutela più efficiente, ma non prevalere sul contratto di lavoro. Gli usi aziendali sono da considerare come fonti del diritto del lavoro in alcuni casi. Gli usi negoziali, rientrando nell'ambito dell'autonomia individuale, non possono essere considerati fonti del diritto del lavoro.
L'equità ha una funzione sia sussidiaria che determinativa:
- funzione sussidiaria: quando il giudice, ove occorra, si rimetta a valutazioni di tipo equitativo per stabilire i connotati della giusta retribuzione;
- funzione determinativa: l'art. 432 c.p.c. attribuisce al giudice il potere di liquidare in via equitativa le competenze del lavoratore;
- l'autonomia individuale costituisce fonte di diritto nel senso limitato che il contratto che ne è espressione ha "forza di legge tra le parti" (art. 1372 c.c.).

Il contratto individuale è stipulato dal singolo lavoratore con un datore di lavoro; tale contratto non può derogare alla legge, ma può contenere disposizioni in melius rispetto al contratto collettivo (ossia, oltre le condizioni minime di trattamento economico e normativo contenute nel contratto collettivo, il contratto individuale può stabilire ulteriori condizioni, ma solo a patto che siano più favorevoli per il lavoratore).

## Il dibattito giuridico
Dal punto di vusta giuridico, da una parte vi sono i sostenitori dell'occupazione, dall'altra coloro che sostengono la tutela e la garanzia del lavoratore sul piano contrattuale. In dottrina v'è opinione generale che gli interventi di liberalizzazione sfavoriscano i lavoratori sul piano della continuità dei rapporti e dell'instabilità  senza proporre soluzioni idonee a rimuovere eccessivi oneri che gravano sui datori di lavoro delle PMI e sui lavoratori autonomi che risultano già afflitti da politiche fiscali e previdenziali troppo rigide.
Nella dottrina giuridica v'è chi suggerisce un'interpretazione costituzionalmente orientata volta a garantire tanto al lavoratore quanto al datore di lavoro il giusto bilanciamento in ambito giuslavoristico senza doversi fermare a valutazioni meramente sillogistiche e meccaniche che si dimostrano sempre inidonee a garantire la tutela adeguata alle parti nel processo.

## Principali argomenti della disciplina
- Forme:
  - Lavoro subordinato
  - Lavoro parasubordinato
  - Lavoro autonomo
- Ricerca del lavoro:
  - Sistema di collocamento pubblico
  - Centro per l'impiego
  - Selezione del personale
- Contratto:
  - Contratto di lavoro individuale
  - Clausola compromissoria
  - Contratto collettivo
    - Sindacato
    - Contrattazione collettiva
    - Concertazione
- Tipologia del contratto di lavoro:
  - Contratto di lavoro a tempo parziale
  - Contratto di lavoro intermittente
  - Contratto di lavoro ripartito
  - Contratti di lavoro con funzione formativa
    - Contratto di apprendistato
    - Contratto di formazione e lavoro
    - Contratto di inserimento

  - Contratto di somministrazione
    - Contratto di lavoro interinale

  - Stage
- Tipologia di lavoro:
  - Lavoro a domicilio
    - Telelavoro

  - Lavoro domestico
  - Lavoro agricolo
    - Coltivatore diretto
- Svolgimento del rapporto di lavoro:
  - Rapporto di lavoro
    - Classificazione dei lavoratori
    - Obbligo di fedeltà del lavoratore
    - Patto di non concorrenza
    - Orario di lavoro

  - Retribuzione
    - Superminimo
    - Contingenza
    - Scala mobile
    - Contributo
    - Trattamento di fine rapporto

  - Diritti non patrimoniali del lavoratore
    - Ferie
    - Permessi annui retribuiti
    - Anno sabbatico
    - Diritto allo studio
    - Maternità

  - Vicende del rapporto di lavoro:
    - Sospensione del rapporto di lavoro
    - Esternalizzazione
    - Trasferimento del lavoratore
    - Trasferta
    - Sciopero
    - Precettazione
    - Mobbing

  - Sicurezza e diritti del lavoratore:
    - Articolo 18 dello Statuto dei Lavoratori
    - Legge 20 maggio 1970, n. 300
    - Obbligo di sicurezza del datore di lavoro
    - Testo unico sulla sicurezza nei luoghi di lavoro

  - Estinzione del rapporto di lavoro:
    - Dimissioni
    - Licenziamento
    - Licenziamento collettivo
    - Indennità di mobilità
    - Clausola di salvaguardia
    - Spettanze
- Diritto della previdenza e della sicurezza sociale
  - Pensione
  - Pensione di vecchiaia
  - Pensione di anzianità
  - Pensione sociale
  - Pensione di reversibilità